# Jay Robert Thomson
Jay Robert Thomson (Krugersdorp, Gauteng, 12 d'abril de 1986) és un ciclista sud-africà professional des del 2007 i actualment a l'equip Team Dimension Data. En el seu palmarès destaquen dos Campionats africans en contrarellotge i el nacional en ruta.

## Palmarès
- 2008
  - Campió d'Àfrica en contrarellotge
  - Campió d'Àfrica sub-23 en contrarellotge
  -  Campió de Sud-àfrica sub-23 en contrarellotge
  - 1r a la Volta a Egipte i vencedor de 2 etapes
- 2009
  - Campió d'Àfrica en contrarellotge
  - Campió d'Àfrica en contrarellotge per equips (amb Reinardt Janse van Rensburg, Ian McLeod i Christoff van Heerden)
  - Vencedor de 3 etapes a l'International Cycling Classic
- 2010
  - Vencedor d'una etapa al Tour de Wellington
  - Vencedor d'una etapa al Tour de Langkawi
  - Vencedor d'una etapa a l'International Cycling Classic
- 2011
  - Medalla d'or als Jocs Panafricans en contrarellotge per equips (amb Reinardt Janse van Rensburg, Nolan Hoffman i Darren Lill)
- 2012
  - Vencedor d'una etapa a la Volta a Portugal
- 2013
  -  Campió de Sud-àfrica en ruta
  - Vencedor d'una etapa al Tour de Ruanda

### Resultats a la Volta a Espanya
- 2014. 155è de la classificació general
- 2015. 123è de la classificació general

### Resultats al Giro d'Itàlia
- 2016. 149è de la classificació general

### Resultats al Tour de França
- 2018. 143è de la classificació general